# Cheick Oumar Sissoko
Cheick Oumar Sissoko (San, 1945) è un regista e politico maliano.
È uno dei principali registi del cinema africano. Dopo una lunga carriera cinematografica, affermatosi come regista e come uomo di cultura, ha intrapreso un percorso politico, rivestendo il ruolo di Ministro della Cultura (2002-2004).

## Biografia
La formazione di Cheick Oumar Sissoko si svolge innanzitutto a Parigi, dove il regista ottiene un DEA in storia e sociologia dell'Africa ed in seguito si diploma in Storia del cinema alla prestigiosa Ecole des hautes études en sciences sociales: infine, segue i corsi presso l'École nationale supérieure Louis-Lumière.
Tornato in Mali, diventa direttore del Centre National de la Production Cinématographique (CNPC) di Bamako, e dirige il suo primo lavoro Sécheresse et Exode rural.
Nel 1996, Sissoko e Oumar Mariko fondano un partito politico, il SADI e il regista viene nominato Ministro della Cultura del Governo di Ahmed Mohamed Ag Hamani dall'ottobre del 2002 fino al maggio 2004, quando sale al potere come Primo Ministro Issoufi Ousmane Maïga.

## Cinema
Nel 1995 esce Guimba, che riceve il premio speciale della Giuria del Festival del Cinema di Locarno e il premio l'Etalon de Yennenga al Fespaco di Ouagadougou.
Nel 1999 realizza La Genèse (Genesis) che vince un altro Etalon de Yennenga al Fespaco e l'anno successivo, nel 2000, dirige Battù, traendo il soggetto da un racconto di Aminata Sow Fall con cui vince ancora al Fespaco del 2001.
La sua casa di produzione e distribuzione cinematografica si chiama Kora Film, nome preso dalla kora, uno strumento musicale della tradizione orale e dei griot dell'Africa occidentale.

## Filmografia
- L'Ecole malienne (1982)
- Les Audiothèques rurales (1983)
- Sécheresse et exode rural (1984)
- Nyamanton, la leçon des ordures (1986)
- Finzan (1990)
- Etre jeune à Bamako (1992)
- L'Afrique bouge (1992)
- Problématique de la malnutrition (1993)
- Guimba, un tyrant, une époque (1995)
- La Genèse (1999)
- Battù (2000)